# Histoire d'Arles sous la Révolution
L'histoire d'Arles sous la Révolution s'inscrit dans le cadre général de la Révolution nationale avec des particularités à la fois départementales et locales. La ville se déchire entre Monnaidiers et Chiffonistes c'est-à-dire entre patriotes et royalistes qui tour à tour dirigent la cité. Cette époque est illustrée par quelques figures nationales telles le jacobin aristocrate Antonelle, premier maire élu et plus tard membre de la conjuration des Egaux, ou le dernier archevêque d'Arles, monseigneur du Lau assassiné aux Carmes en septembre 1792. Marquée par des éléments climatiques rigoureux et des conditions économiques difficiles qui accroissent un climat social tendu, cette période révolutionnaire aura pour conséquence la disparition de l'église d'Arles et va structurer profondément la population et la vie politique arlésiennes en créant des rancœurs persistantes qui se manifesteront jusqu'au début du XXe siècle.

## Les prémices

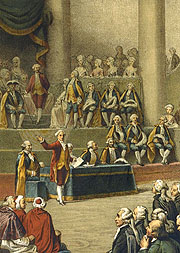
5 mai 1789
Ouverture des états généraux à Versailles

// évoquer les particularités sociales de la cite : importance de la noblesse, les conflits entre noblesse et bourgeoisie, le peuple de la Roquette, l'état du clergé...//
En 1788-1789, un rude hiver avec une température qui descend à -18°
détruit les oliviers et interdit les travaux agricoles. Ce froid plonge dans une profonde misère une population essentiellement rurale réduite au chômage et accablée par l’impôt.
Au mois de mars 1789, des émeutes éclatent partout en Provence. La ville d'Arles se soulève dès le 13 mars; matelots et gens de mer arrachent au premier consul une baisse du prix des comestibles.

### La préparation des États-Généraux à Arles
Après la décision du roi de convoquer les États-Généraux, Arles élit dès le 26 mars ses délégués chargés de rédiger les cahiers de doléances. Sont désignés deux avocats, Blain et Lombard, deux médecins, Bret et Boyer, deux procureurs, Féraud et Estrangin et deux notaires Gilbert et Bertrand. Présenté dès le lendemain, ce projet de cahiers est validé et adopté dans la foulée. Le lieutenant-général de la sénéchaussée d'Arles et plus haut représentant du roi dans la cité, Jean-Mathieu Artaud, ouvre l'assemblée générale le 30 mars. Il préside également la séance qui inaugure les travaux du tiers-état le 1er avril. Toute cette préparation se déroule dans un contexte social difficile, lié notamment à la cherté des produits alimentaires (pain et viande), comme le soulignent les réunions des 21, 22 et 24 mars et l’affichage de placards dans la nuit du 27 au 28 du même mois.
Du 30 mars au 17 avril, les représentants élaborent, non sans grandes difficultés, leurs demandes et choisissent leurs députés ; pour le clergé, il s'agit de l'archevêque de la ville, Jean Marie du Lau, pour la noblesse M. de Provençal de Fonchâteau et pour le tiers-état, du médecin André Pélissier et d'un ancien magistrat, M. de Servan. Le 30 avril, sur convocation des consuls, un autre député représentant "la ville et pays d'état d'Arles" avec un cahier de doléances spécifique, est également désigné.

### L'été 1789
Au début des moissons en juin, une émeute éclate. Elle est conduite par des journaliers s'insurgeant contre des salaires trop bas.
La Grande Peur gagne le territoire arlésien à la fin de juillet 1789. Le 4 août, ils déposent leurs consuls et un nouveau conseil est formé, composé de représentants de la noblesse, du clergé, de la bourgeoisie et de diverses corporations.

## Les événements

### 1790-1792: la lutte communale entreMonnaidiersetChiffonistes

#### La prise du pouvoir par lesMonnaidiers
Dès les premiers mois de la Révolution, Pierre-Antoine Antonelle, chef des Monnaidiers (partisans de la Révolution) en dépit de ses origines aristocratiques, devient le plus important protagoniste de la Révolution française à Arles. Il est élu le 15 février 1790 maire de la ville, grâce aux voix des artisans et des marins du quartier populaire de la Roquette. Au cours de sa mandature, il octroie une autonomie au village de Fontvieille qui devient commune autonome par déduction du territoire arlésien et avec ses officiers municipaux, il réorganise le découpage administratif de la ville en procédant notamment à une nouvelle nomenclature de rues et en divisant la cité et son territoire en sections.

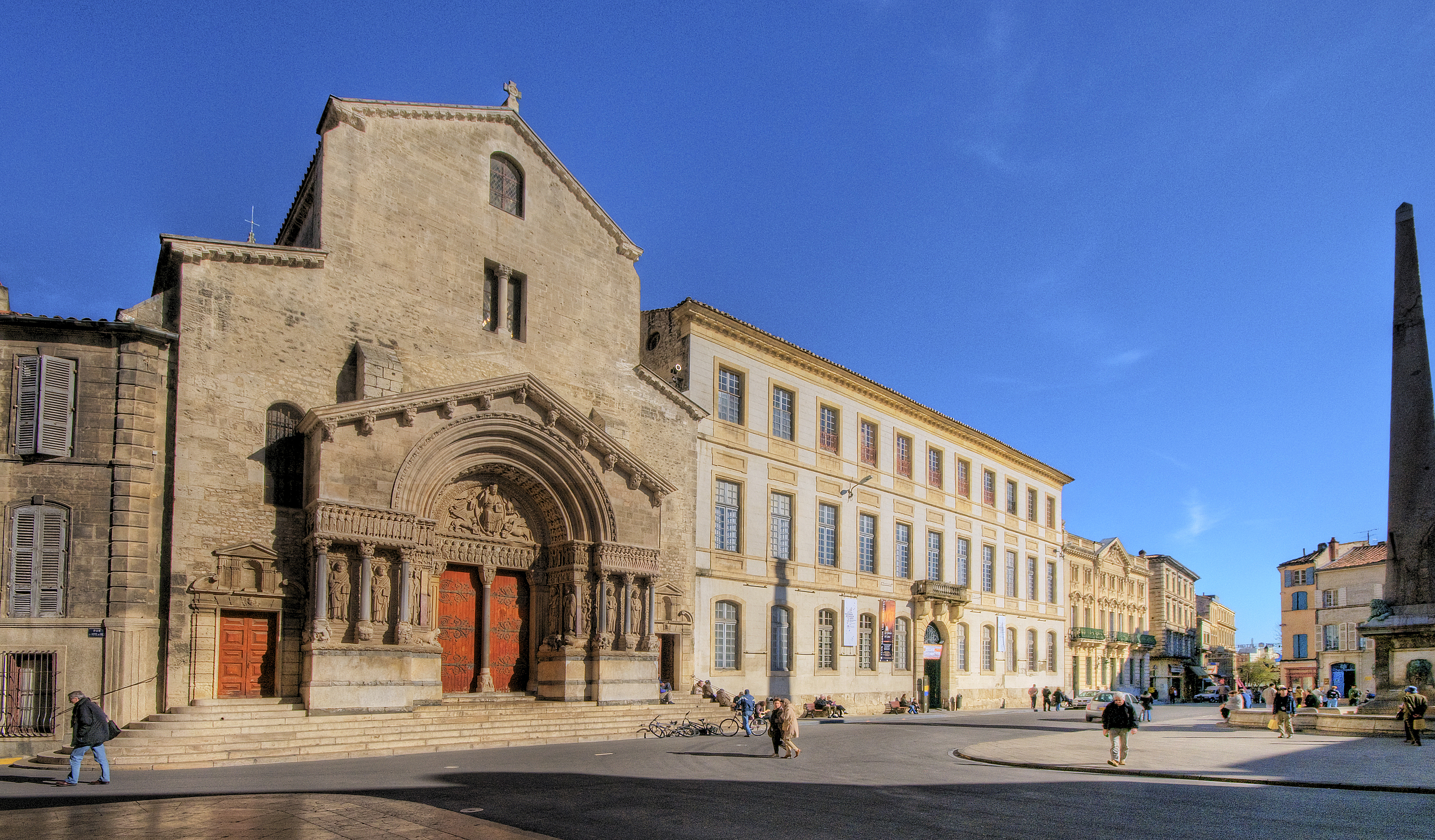
La cathédrale Saint-Trophime sur la place de la République

Le 14 juillet 1790, la première fête patriotique se tient sur la place de la République et tous les prêtres constitutionnels prêtent serment ce jour-là. Aristocrate mais farouchement anti-clérical, Pierre-Antoine Antonelle s’oppose dans la cité à l’archevêque Monseigneur du Lau et aux partisans royalistes, les Chiffonistes. Le 23 décembre, le maire Pierre-Antoine Antonelle, assisté d'un ancien procureur royal devenu officier municipal, Ripert, met le décret du 12 juillet à exécution en expulsant de Saint-Trophime les chanoines récalcitrants.
Tous ces événements se déroulent à partir de l'automne dans une situation climatique et sociale dégradée. Des pluies exceptionnelles entraînent en effet les 11 et 12 novembre une crue du Rhône et une inondation de la majeure partie du territoire arlésien. Cette catastrophe oblige la municipalité à demander des secours et à l'approche de l'hiver, à subvenir aux plus pauvres par des distributions de blés puis à organiser par la levée d'un impôt, des ateliers jusqu'à la reprise des travaux agricoles.

#### La réaction royaliste
En dépit de la couleur politique des édiles, Arles avec une noblesse abondante en contact avec le Languedoc et les réseaux aristocratiques, devient rapidement une plaque tournante contre-révolutionnaire. Un club de nobles bâtit à cette époque le monumental Cercle de la Rotonde, édifice inspiré des œuvres de l’architecte néoclassique Claude-Nicolas Ledoux. Dès novembre 1790, la Chiffone se dote d'un programme : les Commandements du vrai français qui exigent la soumission au roi et le retour des formes traditionnelles de la religion. À la fin de l'année 1790, la crainte d'un complot suscite dans toute la Provence une flambée de violences, notamment à Aix-en-Provence. Dans ce climat de tension quotidienne, les deux clans Monnaidiers et Chiffonistes s’affrontent.
Contre toute attente, alors que l'opposition royaliste s'organise, Antonelle commet certainement une faute politique en abandonnant à la mi-avril 1791 la cité pour aller combattre aux côtés des Avignonnais. En son absence, les Monnaidiers se retrouvent sans véritable chef ce qui favorise les excès en tous genres notamment contre les religieuses qui refusent de reconnaître la Constitution civile du clergé et attise la colère de leurs ennemis. Le mois de mai voit ainsi se multiplier exactions et assassinats par les deux camps. Aussi lorsque le 4 juin 1791, l'évêque métropolitain des Côtes de la Méditerranée (M. Benoit Roux, d'Eyragues) fait son entrée dans la ville d'Arles, il a beaucoup de peine à se faire reconnaître. La majorité de la population lui témoigne de l'hostilité, le clergé « réfractaire » faisant le vide autour de lui. En représailles, le 6 juin, les Monnaidiers chassent les prêtres insermentés de la ville. Dans cette situation, lorsqu'Antonelle revient le 9 juin 1791, il ne peut qu'assister impuissant à ce chaos et au coup de force que vient de réaliser la Chiffone le jour même.
Les Chiffonistes, ayant pris le pouvoir communal grâce à une garde nationale entièrement dévouée, font régner dès l'été une véritable terreur contre-révolutionnaire que les délégués du département sont impuissants à réprimer. Après les échauffourées urbaines de juillet, il y a pendant le mois d'août quelques troubles à Arles. Ainsi, alors que la France est sur le point d'élire l'Assemblée législative, la ville d'Arles se tourne vers les forces contre-révolutionnaires.

#### L'extension du conflit
De communal le conflit devient alors départemental puis national. Dans un premier temps, le département envoie des commissaires dans la cité et autorise la municipalité arlésienne à requérir un renfort de gardes nationaux des environs, ce qui irrite la garde nationale Chiffoniste d'Arles. La municipalité, passant outre, fait venir des gardes nationaux que les Arlésiens refusent de recevoir. Des rixes éclatent à la suite desquelles le département ordonne aux citoyens d'Arles de déposer leurs armes à la municipalité, et aux municipalités voisines de tenir douze cents hommes tout prêts. Dès septembre, Marseille projette une expédition contre la cité rebelle. Toutefois, l'opposition finale des autorités départementales, puis surtout celle de la Législative en empêchent un temps l'exécution. Les Monnaidiers non soutenus puis pourchassés quittent alors la ville pour se cacher en Camargue tandis que les Chiffonistes, emmenés par le nouveau maire Pierre Antoine Loys, gagnent les élections de novembre 1791 et transforment la ville en camp retranché royaliste. La récolte de 1791 ayant été mauvaise, la disette réapparait.

### 1792-1793: Les patriotes marseillais rétablissent lesMonnaidiers

#### La reprise de la ville par les patriotes marseillais

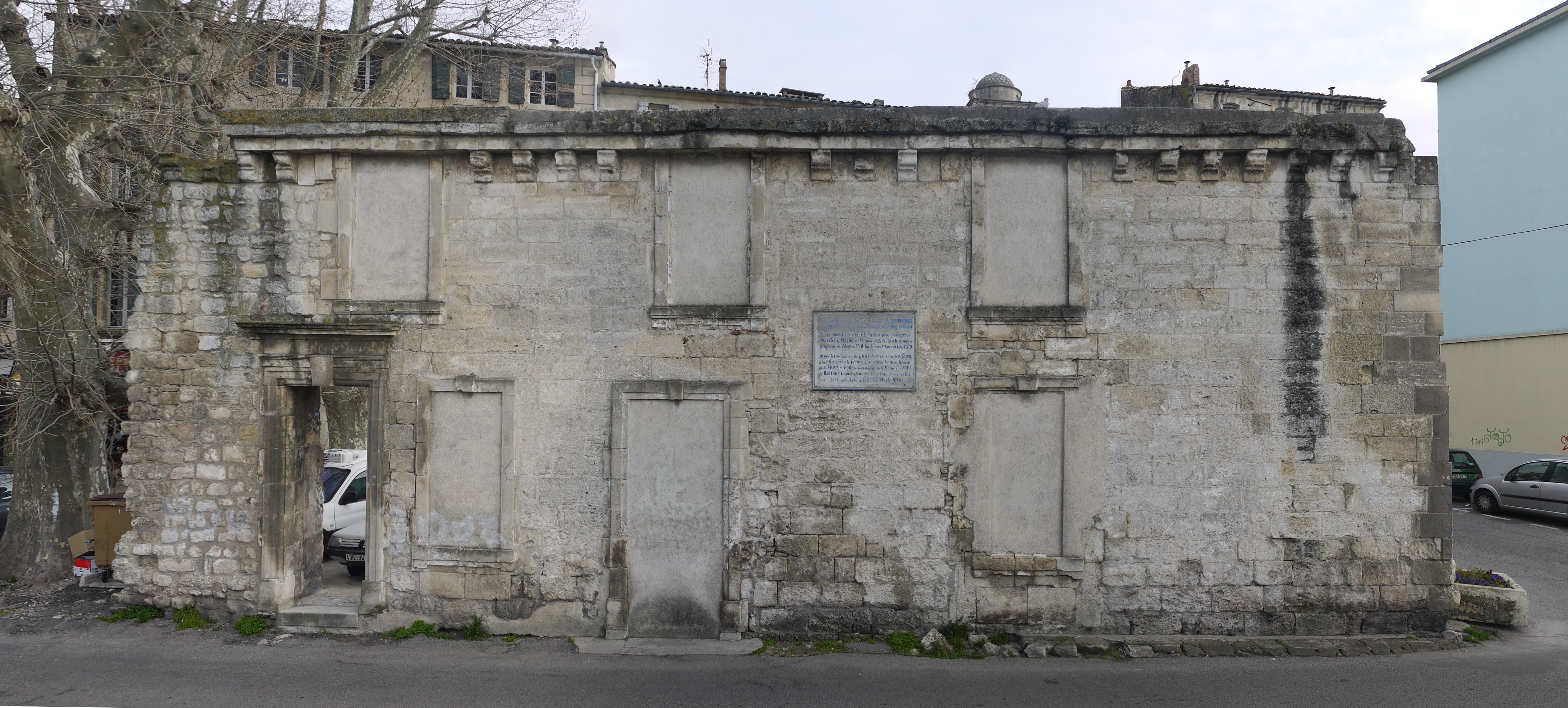
Les remparts d'Arles (vestiges)

L'hiver 1791-1792 est glacé. Au printemps, le 21 mars 1792, Arles est déclarée en état de rébellion contre la République. Une armée de 4000 Marseillais se met en route et entre le 27 mars dans une ville désertée durant la nuit par les Chiffonistes. En punition des sentiments légitimistes de la cité, l'Assemblée législative condamne la ville d'Arles à raser ses remparts, ce qui ne sera réalisé que partiellement. Sur le territoire d'Arles, de Lambesc à la région de Tarascon, les châteaux sont incendiés ou pillés (Châteaurenard, Graveson, Maillane, Les Baux).

#### La répression révolutionnaire
En avril 1792, les Monnaidiers fondent le nouveau Club des Jacobins et le 24 du même mois, une délégation de députés extraordinaires de la commune d'Arles fait un rapport à l'Assemblée nationale.
Le décret de mise en accusation de Louis XVI du 11 décembre 1792, évoque à l'article 9, les troubles contre-révolutionnaires soutenus par les commissaires envoyés par Paris.
Un nouveau club révolutionnaire, le comité des Sabres apparait. Il fait la chasse aux chiffonistes ou aux femmes de ceux qui ont émigré.

La Crau, lieu d'affrontement entre Salonnais et Arlésiens.

À la fin de l'été, à l'occasion des élections pour la désignation des députés à la Convention, des troubles entre les villes d'Arles qui se proclame patriote et Salon dénoncée comme foyer de contre-révolutionnaires se transforment en véritable guerre civile. Le 23 septembre 1792, une troupe de gardes nationaux d’Arles requis par l’assemblée électorale des Bouches-du-Rhône se heurte à la résistance armée d’une coalition de communes, autour d’Eyguières, soutenues par Salon. C’est un affrontement sanglant où les Arlésiens sont mis en déroute.
Entretemps, le 2 septembre 1792 lors de la Terreur révolutionnaire, le dernier archevêque d'Arles, Monseigneur du Lau, est massacré, ainsi que deux prêtres de l'archidiocèse d'Arles dans la prison des Carmes à Paris.
La fin de l'année connaît une nouvelle administration conduite par André Brun entouré de citoyens issus de classes populaires ou moyennes, classes qui accèdent ainsi au pouvoir municipal. Ce phénomène se retrouve au niveau de l'administration du district avec la présence d'un homme de loi, d'un capitaine marin et d'un cordonnier.

### 1793-1793: L'insurrection fédéraliste et son écrasement

#### Une insurrection complexe
En Provence, entre avril et juin 1793, les sections se soulèvent contre les jacobins et prennent le pouvoir. Tout le département des Bouches-du-Rhône fait sécession contre la Convention. Le mot d'ordre des fédéralistes est la lutte contre le système centralisateur parisien et la création d'une fédération de départements plus ou moins autonomes et égaux. Toutefois, dans de nombreuses communes, ce mouvement d'opposition est infiltré par des contre-révolutionnaires royalistes.

#### Le soulèvement à Arles
Le 12 juin 1793, lorsque Marseille se soulève contre la Convention en se déclarant girondine puis royaliste, Arles se dote d’une municipalité favorable à cette tendance. Les nouveaux édiles se groupent autour du négociant Siffren Boulouvard.
Les réactions des Monnaidiers : les évènements du 14 juillet 1793
… A Arles, le 14 juillet 1793, trois cents Toulonnais débarquent par le Rhône pour rompre avec l'aide des Monnaidiers arlésiens la résistance chiffoniste. Au cours des combats, il y a sept morts et une trentaine de blessés.

... En juillet 1793, les Monnaidiers doivent fuir à leur tour (?).

...
Le nouveau pouvoir communal

#### L'écrasement et l'avènement de la Grande terreur

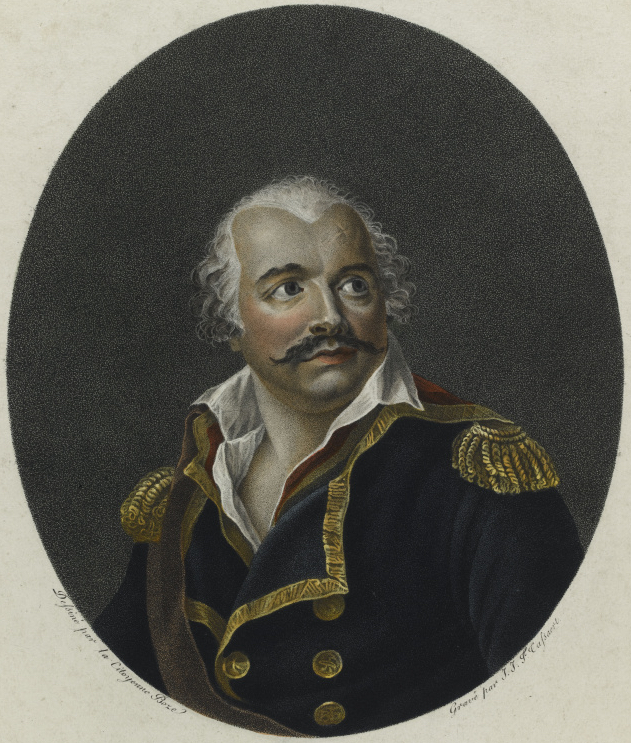
Jean-François Carteaux, envoyé contre les insurgés du Midi, les bat à Pont-Saint-Esprit le 13 juillet 1793, entre à Avignon le 25 juillet. Le 25 août, Marseille lui ouvre ses portes.

La Convention réagit dès le mois d'août 1793 et commence, dans le département, à liquider les instances mises en place par la contre-révolution. À Marseille, le 28 août, le général Carteaux installe le tribunal révolutionnaire qui entre aussitôt en action : c'est le début de la Terreur en Provence.
Arles en adopte alors les institutions ; la Société populaire forme un Comité de salut public et impose une nouvelle liste municipale ainsi qu'un nouveau procureur. Le 22 septembre, un comité de sécurité générale est improvisé. La ville dresse une liste de 155 Chiffonistes décrétés hors la loi. Le 28 septembre, 72 personnes sont transférées à Marseille pour y être jugées par le tribunal révolutionnaire.
En octobre, lorsque Barras et Fréron amplifient la répression à Marseille, l'ancien maire d'Arles Siffren Boulouvard y est jugé. Malgré ses protestations il est condamné à mort et guillotiné en bas de la Canebière avec un autre administrateur provisoire d’Arles, le maître-verrier Grignard de la Haye, le 20 octobre 1793. D'autres Arlésiens sont également exécutés, mais à Lyon, comme André Pomme, propriétaire domicilié à Arles condamné à mort le 6 germinal an 2 pour fédéralisme ou Joseph Laville, médecin domicilié à Arles, condamné à mort comme contre-révolutionnaire le 28 novembre 1793.
Le 3 novembre 1793, la municipalité arlésienne édifie sur la place du Forum appelée alors Place des Portefaix ou place Marat, un autel dédié au député de la convention, devenu par son assassinat l'objet d'un véritable culte.

### 1794: La lutte entre patriotes et les lendemains des 9 thermidor
Le 5 mars 1794, la Communauté affecte l'église métropolitaine au culte de la déesse Raison.
En 1794, les Monnaidiers célèbrent la fête de la Montagne sur les décombres du Waux-Hall détruit peu auparavant.
Mais à Paris à cette période s’annonce une campagne décisive pour la République ; le gouvernement révolutionnaire, dont la figure de proue est Robespierre, est confronté à la double opposition des Hébertistes à sa gauche et des Indulgents à sa droite. Les comités frappent vite et fort : le 14 mars 1794, les Hébertistes et, le 5 avril, les principaux Indulgents sont guillotinés.

#### Lutte entre patriotes
Ces mouvements, avec un décalage temporel, se retrouvent dans la cité arlésienne où ils sont aggravés par une crise économique récurrente depuis le début des années 1780. La période de Terreur accroit davantage les tensions existantes avec une pénurie de blé et une fiscalité trop lourde qui divise le parti des Monnaidiers quant aux règles d'application. Ainsi, en avril une nouvelle société de patriotes se constitue sous le nom de la Montagne et peu après une fracture se crée au sein du mouvement révolutionnaire arlésien, nécessitant l'arrivée d'un représentant de la Convention, Maignet.
C'est dans cette période troublée que se déroule le 8 juillet 1794, la dernière grande fête populaire dans Arles au cours du baptême civique de Barras Rey. Après un discours de Paris dans le temple de l'Être suprême (l'ancienne cathédrale Saint-Trophime) devant l'ensemble des corps constitués où sont chantés des hymnes en l'honneur de Marat, le reste de la journée se poursuit en un gigantesque  banquet, en simulacres d'exécution, et en farandoles et promenades civiques jusque tard dans la nuit.
Cette parenthèse festive refermée, des évènements politiques plus sérieux se produisent. Le 15 juillet 1794 (27 messidor an II), un arrêté du représentant Maignet met en état d'arrestation et fait transférer à Orange 30 puis 60 Monnaidiers une partie des membres de la Municipalité, du District et du Comité de surveillance de la cité.

#### Les lendemains des 9 thermidor
De manière parallèle aux événements parisiens du 9 thermidor (chute de Robespierre), l'histoire d'Arles comporte également son 9 thermidor. Ainsi aux procès d'Orange, ce jour du 9 thermidor (27 juillet 1794), trois modérés arlésiens, André Brun, ancien maire, Abril, procureur et Ripert ex-curé constitutionnel sont exécutés. Le même jour voit donc en Provence et à Paris, des évènements politiques de natures opposées : un raidissement politique et la fin de la Terreur.
Mais ce raidissement local est de courte durée. En effet, les lendemains du 9 thermidor historique, celui de la chute de Robespierre, sont marqués dans la cité par un jeu de bascule politique avec le retour des Chiffonistes aux premières places. Les derniers des 468 hommes et 236 femmes mis en prison sont libérés et en automne, commence une épuration des administrateurs municipaux monnaidiers.

### 1795-1795: le retour des Chiffonistes et la Terreur blanche

#### La situation sociale et politique
L'hiver 1795 est rigoureux. La neige est présente à Arles de la mi-janvier au début mars et le Rhône gelé, peut être franchi à pied. Le bois pour se chauffer vient à manquer et le prix du pain, redevenu libre, génère des mouvements sociaux tout le long de l'année nécessitant l'intervention des autorités.

#### La reprise de la ville par les Chiffonistes
Paul Cadroy est envoyé en mission dans le Midi où il lutte contre les Jacobins qui ne tiennent plus que le district d'Arles. Le 15 février 1795 (ou le 23), le club est fermé et le comité de surveillance dissout. Dès mars deux détachements de hussards et de chasseurs entrés dans la ville, débaptisent les places Marat et de la Montagne qui redeviennent celles des Portefaix et du Marché.
La municipalité tombe aux mains des Chiffonistes et les Monnaidiers, à leur tour, sont proscrits. Au printemps, après la reprise de la ville par les Chiffonistes, la Terreur blanche est instaurée, avec la chasse aux patriotes.

#### La Terreur blanche: printemps 1795-automne 1795
Le 19 avril Chambon poursuit l'épuration des administrateurs municipaux commencée l'automne précédent ; seuls les chiffonistes sont désormais représentés. Deux jours plus tard, il supprime tous les vestiges de la Terreur : aplanissement de la montagne construite à l'emplacement du Wauxall, effacement des inscriptions républicaines... Bergeron le commandant de la place militaire pourchasse  les patriotes. En Provence, c'est le début de la Terreur blanche avec ses bandes de Compagnons du Soleil.
Les compagnies de Jéhu et du Soleil, formées et entretenues par les députés Cadroy, Isnard, Durand-Maillane, etc., coururent sus à tous les révolutionnaires : « Si vous n'avez pas d'armes, leur criait Isnard, déterrez les ossements de vos pères, et servez-vous-en pour exterminer ces brigands. » Les autorités, complices de ces assassinats, les excusèrent en disant : « Le peuple a cru pouvoir  donner la mort à ceux qui la lui donnaient depuis trop longtemps. »  Lyon, Arles, Aix, Tarascon, vingt-cinq autres villes et dix départements eurent leur 2 septembre... »
Le 10 mai (21 floréal an III), les jacobins emprisonnés à Aix sont massacrés par une bande de sabreurs marseillais et en juin, nouveau massacre de jacobins emprisonnés dans la tour de Tarascon.
À Arles, dans la nuit du 23 au 24 mai, les honnêtes citoyens, armés par la municipalité procèdent à l'arrestation de 400 Monnaidiers. Toutefois, force est de reconnaître que dans une Provence secouée par une violence et des tueries, les Monnaidiers arlésiens ont échappé à cette répression collective impitoyable.
Le culte est de nouveau célébré. Le 3 juillet, l'église Notre-Dame-de-la-Major est rouverte et dès le mois d'août, des cérémonies de rétraction des serments civiques se déroulent à l'occasion des offices. En septembre les élections municipales désignent des Chiffonistes. L'historien arlésien Émile Fassin signale que le 9 septembre 1795 (23 fructidor an III), Pierre Pomme père, ancien médecin consultant du roi Louis XVI, est nommé maire d'Arles. Le même auteur précise que 3 jours plus tard, le 12 septembre 1795 (26 fructidor an III), M. Louis Bret aîné, médecin, est à son tour nommé maire de la ville.

### 1795-1796: l'arrivée de Fréron et le retour des Monnaidiers

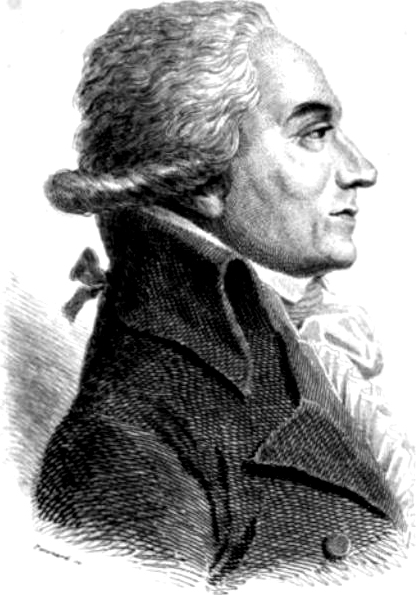
Louis Fréron, envoyé par la Convention pour réprimer la Terreur blanche dans le Midi.

L'échec du coup d'État royaliste du 5 octobre 1795 (13 vendémiaire an IV) à Paris, dont les participants sont écrasés par l'armée conduite par le jeune général Bonaparte, puis l'installation du Directoire le 26 octobre 1795 (4 brumaire an IV), redistribuent les cartes dans la cité. À Arles, la  roue tourne en effet avec l'arrivée du nouvel envoyé Fréron dès le mois d'octobre. La municipalité est une nouvelle fois destituée et à la fin de l'année connait en relation avec des tensions sociales, de nouvelles flambées de violence, notamment lors des troubles des 25-26 décembre 1795 (nivose an IV) entre Monnaidiers et Chiffonistes avec des morts de chaque côté.
L'équipe municipale est renforcée en janvier 1796 et Ripert placé au poste de maire d'Arles. Les églises sont à nouveau fermées et le 23 février, une grande course de taureaux fête la nouvelle donne politique.

### 1796-1797: Arles centre névralgique de l'armée du Midi et le retour des Chiffonistes
Après le départ de Fréron, soupçonné de trop favoriser les Jacobins locaux, la roue tourne à nouveau. Arles devient un centre névralgique de l'intendance de l'armée du Midi et de la 8e division. De nombreux militaires quadrillent la ville assurant ainsi un ordre imposé. Le général Willot, commandant de la place en qui les royalistes trouvent un appui quasi officiel, réorganise la cité en six sections et facilite le triomphe des réactionnaires. Les émigrés regagnent en masse la Provence avec de nombreux prêtres réfractaires parmi eux et le culte catholique reprend avec des émissaires qui interviennent au grand jour.
Les violences reprennent toutefois avec l'assassinat d'un Chiffoniste suivi par représailles, du meurtre d'un Monnaidier. À la veille des élections de l'an V (1797), les Chiffonistes se réorganisent et se réunissent dans un nouveau cercle.
Aux élections de l'an V (11 avril 1797), l'assemblée primaire, noyautée par des monarchistes, élit Artaud, Pomme, Eyminy et Arnaud. Toutefois ce succès chiffoniste est de courte durée. En effet, le coup d'État républicain du 17 novembre 1797 (18 fuctidor V) va bouleverser les plans royalistes et conduire dans les Bouches-du-Rhône à l'annulation des députés Blain et Willot qui sont proscrits.

### 1797-1800: le retour des Monnaidiers
Les Monnaidiers reviennent et à nouveau les églises de la ville sont fermées. Les conflits se déplacent alors dans les campagnes avec la question agraire. Les Maratistes arlésiens deviennent les Agrariens du Directoire et les Chiffonistes les plus exaltés des brigands contre-révolutionnaires. Des hommes en bandes s'emparent de mas en Camargue et se mettent à les défricher, s'inspirant des thèses défendues par Gracchus Babeuf. Ces campagnes en pleine effervescence donnent le tournis à l'administration arlésienne chargée du maintien de l'ordre. La ville, en revanche, présente un visage plus calme que même le retour d'Antonelle en novembre 1798 pour sa campagne électorale dans le département ne parvient pas à troubler. // ATTENTION : deux élections 1798 et 1799 // Élu au printemps 1799, son élection n'est pas encore validée quand survient le coup d'État du 18 brumaire, accueilli dans la consternation, car il ne convient ni aux Monnaidiers, ni aux Chiffonistes, les deux grands partis arlésiens.
Par une ironie du sort, la révolution arlésienne se termine par la chute de l'arbre de la Liberté, abattu par un coup de vent le 15 octobre 1800.

## Les conséquences

### Victimes et destructions

#### Les victimes
L'historien arlésien Émile Fassin donne une estimation du nombre des victimes, pour, il est vrai, une période partielle de la Révolution. Pour les années 1793-1796, il établit un bilan de 38 décédés, dont 1 pendu, 7 fusillés et 30 décapités. Ces chiffres partiels ne concernent toutefois que la violence institutionnelle. Or la ville pendant toutes ces années a subi de nombreuses périodes de violence caractérisée soit par des échauffourées, comme la tentative de reprise de la ville par les Monnaidiers en juillet 1791, la débâcle des troupes arlésiennes en Crau en septembre 1792 ou les troubles de décembre 1795, ou soit par des séries d'assassinats individuels et ponctuels. Aussi faut-il probablement compter sur un nombre de victimes supérieur à la centaine.
Parmi les principales victimes on peut citer : le maire Siffren Boulouvard condamné à mort et guillotiné en bas de la Canebière avec un autre administrateur provisoire d’Arles, le maître-verrier Grignard de la Haye, le 20 octobre 1793 ; un autre maire chiffoniste Pierre Antoine Loys exécuté à Lyon en 1794 ;  trois  Monnaidiers modérés, André Brun, ancien maire, Abril, procureur et Ripert ex-curé constitutionnel exécutés le 9 thermidor (27 juillet 1794) à Orange ; le dernier archevêque d'Arles Monseigneur du Lau massacré dans la prison des Carmes à Paris le 2 septembre 1792, (à compléter) ...
Cependant, Arles, à la différence d'autres villes du sud-est, n'a pas connu de grands procès ou de représailles massives, ce qui, malgré la violence permanente et des morts parfois horribles, montre que la cité n'a finalement été que peu meurtrie par ces troubles révolutionnaires.
Ce chiffre d'une centaine de victimes peut être en effet rapproché de la mortalité due aux épidémies : au plus fort de la peste de 1720, la ville avait enregistré plus de cent décès quotidiens et peu de personnes se rappellent qu'à la fin de cette même période révolutionnaire, durant l'été 1799, une épidémie de variole emporte 600 Arlésiens.

#### Abandon des édifices religieux

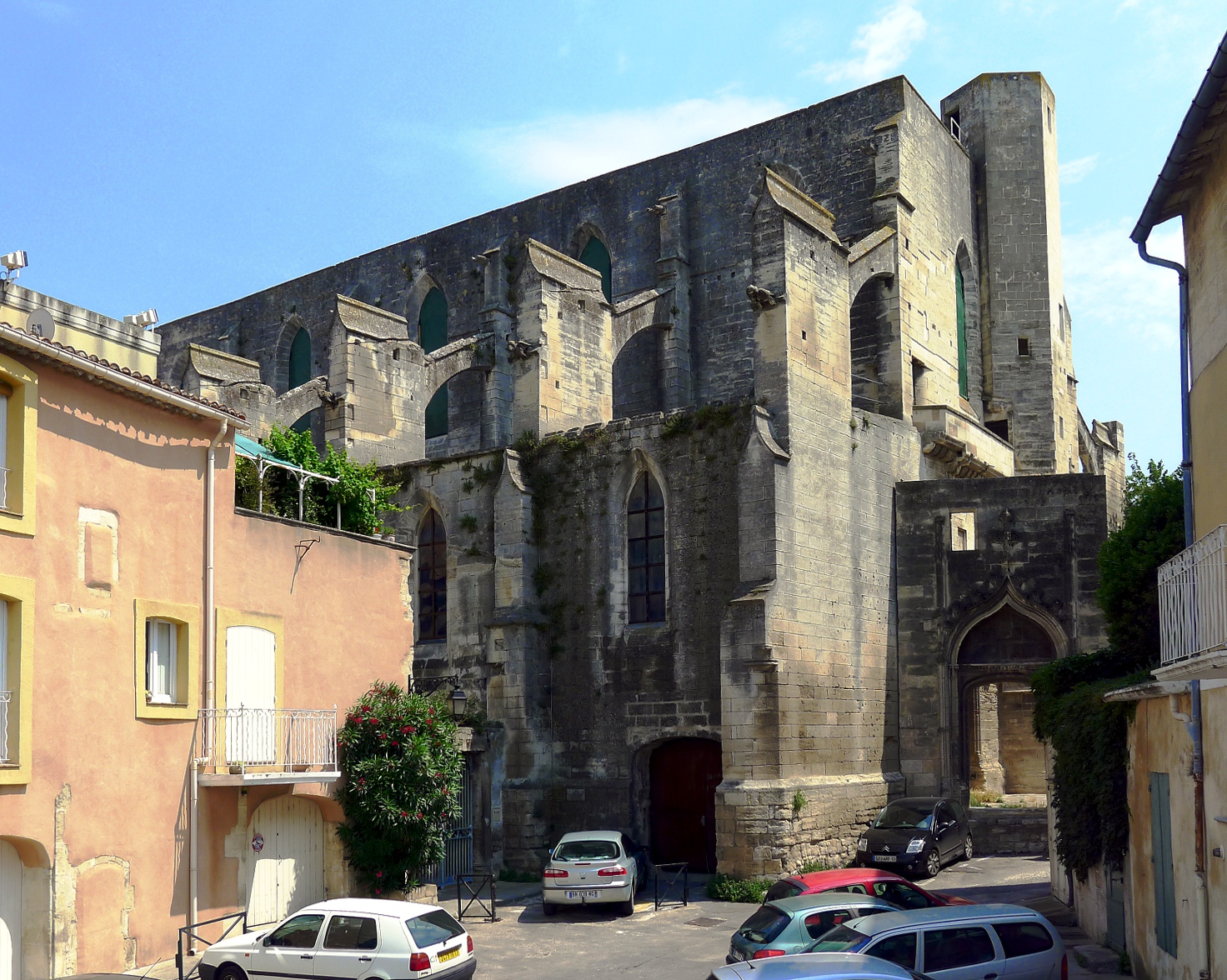
Restes du couvent des Prêcheurs : l'église des Dominicains vue du Nord-Ouest.

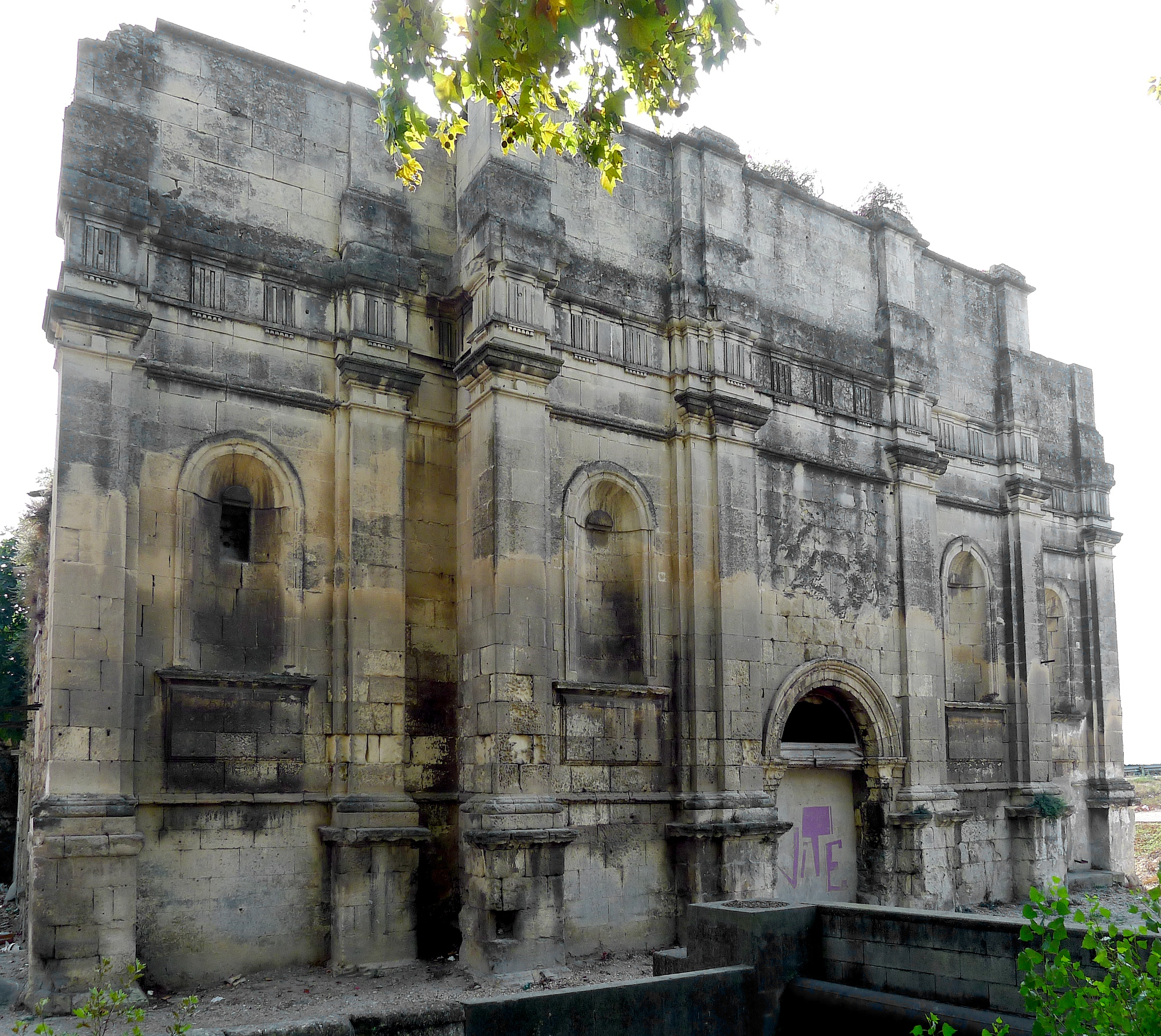
Restes des Carmes déchaussés.

À la fin de la Révolution, l'ancienne métropole archiépiscopale est une cité dont les édifices religieux sont dans un abandon total, en cours de démolition ou à la vente. On peut citer quelques exemples. Si le couvent des Prêcheurs n'est pas inquiété jusqu'à la fin de 1790, malgré un premier inventaire le 23 juin, la vente des biens ecclésiastiques se produit toutefois peu après, avec celle de l'ensemble des bâtiments le 18 avril 1791, du mobilier du couvent le 17 mai suivant et celui de l'église en mars 1792. Les bâtiments achetés indivis à quatorze acquéreurs sont partagés en vingt-six lots en 1796.
Le couvent des Carmes déchaussés qui était tombé en déchéance à la fin du XVIIIe siècle - il n'avait plus que 2 religieux prêtres en 1789 -  est vendu comme Bien National le 17 avril 1791. Sa destruction n'interviendra toutefois qu'en 1801 en raison des crues du Rhône et du voisinage du Canal de Craponne  qui sapèrent ses fondations.
La primatiale Saint-Trophime a échappé toutefois à cette destruction par sa transformation en temple dédié à la déesse Raison. Le monument déchu de son rang de cathédrale ne sera toutefois rendu au culte que le 8 août 1802 aux termes du Concordat de 1801 qui le transforme en simple église paroissiale.

### Effacement de l'église arlésienne

#### Un clergé divisé
À Arles, la Révolution a été accueillie par le clergé de façon contrastée. Arles et ses territoires sont une zone frontière entre les départements provençaux dont le clergé s’engage résolument dans la Révolution et les départements languedociens beaucoup plus réfractaires. Mgr du Lau, l’archevêque d’Arles, élu député du clergé de la sénéchaussée d’Arles aux états généraux de 1789 avait adhéré comme presque tous les évêques députés à l’Assemblée constituante.
Le 12 juillet 1790, avec la Constitution civile du clergé, les députés décident que les évêques et les curés seront élus et salariés par l'État. Cette Constitution civile du clergé divise le clergé arlésien, dont certains membres, en prêtant serment espèrent devenir curés ou vicaires de l’Église constitutionnelle. À Arles, le 14 juillet 1790, la première fête patriotique se tient sur la place de la République et tous les prêtres constitutionnels prêtent serment. Dans le diocèse d'Arles, environ 60 % des prêtres jurent. Parmi ceux-ci, le prieur du couvent des Carmes déchaussés, le père Antoine Pouret qui brûle par la suite ses lettres de prêtrise.
Mais dans l'ensemble, les ecclésiastiques arlésiens sont en retrait par rapport aux événements.
Si la Chiffone et les Monnaidiers s’affrontent sur des questions religieuses, le clergé arlésien se mêle peu au combat.
Un certain nombre de prêtres constitutionnels s’engagent toutefois résolument dans la mêlée politique et payent de leur vie ce choix politique comme Ripert ex-curé constitutionnel exécuté à Orange le 9 thermidor (27 juillet 1794), avec André Brun, ancien maire, et Abril, procureur, tous les trois patriotes mais accusés de tiédeur dans un conflit communal entre factions de Monnaidiers.
Dans le camp opposé, l'opposition se manifeste essentiellement après le refus final de Mgr du Lau de se plier aux décrets, publiés début janvier 1791, obligeant le clergé à prêter serment à la Constitution, et d’accepter la nouvelle organisation diocésaine, avec un évêque constitutionnel et le transfert de la métropole d’Arles à Aix. Refus qui entraîne le remplacement des non jureurs par les curés constitutionnels installés en mai, sauf en Camargue où les deux clergés continuent de cohabiter.
Cette opposition est surtout le fait des congrégations. Elle se  manifeste le 4 juin 1791, lorsque l'évêque métropolitain des Côtes de la Méditerranée, M. Benoit Roux d'Eyragues, fait son entrée dans la ville d'Arles. Il a beaucoup de peine à se faire reconnaître. La majorité de la population lui témoigne de l'hostilité, le clergé « réfractaire » faisant le vide autour de lui  En représailles, le 6 juin, les Monnaidiers chassent les prêtres insermentés de la ville.

#### L’abandon du culte et la disparition des congrégations
Après les lois de la fin 1791 (loi contre les prêtres réfractaires date de décembre 1791) et du printemps 1792 (27 mai 1792), la Législative frappe les prêtres réfractaires de déportation et des mesures de déchristianisation dispersent les communautés religieuses.
Dès l’été 1792, de nombreux prêtres se réfugient à l'étranger. On signale ainsi que les  14, 18 et 24 septembre 1792, plus de 100 prêtres s’embarquent à Aigues-Mortes pour l’étranger (la loi contre les prêtres réfractaires date de décembre 1791).
Avec la Terreur, la position des prêtres, même constitutionnels, devient de plus en plus difficile. Ils doivent quitter la ville dans l'hiver 1793-1794. En novembre 1793, le gouvernement décide la fermeture des églises. En 1794, le culte public est abandonné. Les biens religieux sont pillés ; en  juillet 1794, le Pouvoir central demande aux communes de vendre leurs cloches. Finalement, les religieux réfractaires ne reviendront pas dans la ville avant 1797, mais l'importance du clergé aura fortement régressé.
Au niveau des congrégations, le mouvement est bien plus radical. Déjà dès le début de la Révolution le Chapitre est durement frappé ; les chanoines récalcitrants de Saint-Trophime sont expulsés le 23 décembre 1790 par le maire Pierre-Antoine Antonelle assisté d'un ancien procureur royal devenu officier municipal, Ripert, mettant à exécution le décret du 12 juillet. De même, l’Assemblée nationale ayant le 13 février 1790 interdit les vœux monastiques perpétuels, autrement dit, les ordres religieux, la municipalité recense le 23 juin les différents ordres afin de connaître les religieux souhaitant quitter leur communauté : 50 des 65 religieux quittent leur couvent entre août 1790 et janvier 1791. Seuls les dominicains et les bénédictins sont peu touchés et aucune moniale ne quitte la ville. Mais dès 1792, tous sont expulsés.

#### Une puissance ecclésiastique affaiblie
Le séquestre et la vente des biens des congrégations et des biens religieux dès l’année 1790 enlève à l’Église sa puissance financière. Dans la région d'Arles cet impact est d’autant plus important que l’Église arlésienne est à cette époque le plus grand propriétaire terrien.
Affaiblie financièrement, l’Église arlésienne perd également son statut de siège archiépiscopal. Avec la création des départements, le diocèse d’Arles disparaît, le chef-lieu du nouvel évêché des Côtes-de-la-Méditerranée (nom initial des Bouches-du-Rhône) étant attribué à Aix. Bien que refusant de s’effacer, l'archevêque d'Arles, Mgr du Lau, adopte une position modérée et gallicane, liant son accord à une décision d’un concile régional ou national sur ce sujet. Toutefois, la suppression de l’archevêché d’Arles devient effective le 23 février 1791 avec l’élection de Charles Benoît Roux, curé d’Eyragues, comme évêque constitutionnel du nouveau département.

### Transformations socio-économiques

#### Évolution démographique et socioprofessionnelle
Entre 1770 et 1820, des études démographiques et socioprofessionnelles montrent une profonde évolution de la société arlésienne, imputée pour une grande partie aux années de la Révolution.
On observe en effet à la fois une baisse numérique de la population et l'effacement des artisans et de la petite bourgeoisie dont l'importance relative s'écroule, passant de plus de 18 % à 3,34 %. Ce double phénomène démographique et structurel se traduit par un repli économique de la cité. A Arles, la Révolution a creusé le fossé entre nantis, nouveaux riches et anciens fortunés, et les classes populaires de plus en plus paupérisées, ce qui explique en partie l'aggravation des ressentiments politiques.

#### Enrichissement de la bourgeoisie et de la noblesse
En dépit de la vente des biens des émigrés, les classes riches d'Arles profitent globalement de la Révolution. Pourtant, à la suite d’un  décret de février 1792, le séquestre  et la vente des biens des émigrés avaient été ordonnés, et dans le pays d’Arles, de nombreux nobles et bourgeois avaient été concernés. Toutefois, contrairement au clergé, ils récupèrent facilement leurs biens après la Révolution et profitent même de la vente des biens nationaux. En effet, si de nombreux émigrés peuvent récupérer, voire augmenter leurs biens, c’est qu’ils bénéficient de la présence de membres de leur famille non-émigrés qui rachètent massivement les domaines mis en vente. À Arles, on trouve par exemple le cas du négociant Joseph Martin, émigré qui profite de la présence de ses parents très proches, le ménager Marc Martin et le juge Honoré Martin. De plus, certains émigrés rentrés bénéficient d’un pardon, accompagné d’indemnisations particulièrement élevées, parfois supérieures à  500 000 livres. Parmi ces bénéficiaires, il y a essentiellement des représentants de la noblesse, tels les Etienne Perrin de Jonquières, Etienne de Voguë, Roy de Vacquières ou Meiffren-Laugier dont certains deviendront maires d’Arles.

#### Structuration de la vie politique communale
Après la Révolution, rien ne sera plus comme avant. Un des premiers acquis de ces événements est le développement de la participation communale à la vie politique. Entre 1790 et 1800, la ville voit se succéder 21 administrations locales avec une mobilisation importante des Arlésiens. Une pétition recueille ainsi plus de 5 000 signatures, une manifestation mobilise plus de 3 000 citoyens, tout cela pour une ville de seulement 15 000 habitants.
La Révolution a aussi propulsé la ville en République. Les édiles, nobles ou propriétaires terriens, en profitent comme on vient de le voir par l'achat des biens nationaux. Les classes populaires, de leur côté, acquièrent une certaine légitimité à la suite de l'impact du parti des Monnaidiers et de l'accès pour la première fois, au pouvoir municipal.
Toutefois, ces événements marquent profondément la ville. À Arles personne n'oublie. Aussi cette accumulation de rancœur va structurer la vie politique communale longtemps, jusqu'au début du XXe siècle, faisant resurgir régulièrement les oppositions nées de la Révolution.

## Chronologie
- 1788-1789 : hiver rigoureux avec gel des oliviers.

Le 31 décembre 1788, -18°;
Le 13 janvier 1789, le pont de bateaux sur le Rhône est broyé par les glaces.
Le 13 janvier 1789, « dans la nuit, la glace s'est détachée à la porte St-Jean, et a approfondi le pont dans le Rhône et l'a brisé totalement.» (Mémorial de Vallière).
- 1789

Mars
Le 13 mars, les Arlésiens (essentiellement les matelots et gens de mer, c'est-à-dire, les habitants du quartier de la Roquette) arrachent du premier consul une baisse du prix des comestibles.
Le 20 mars, assemblée générale des trois Ordres dans l'église des Dominicains.
Le 21 mars, le premier consul Barras reçoit les syndics des corporations qui avaient menacé de porter plainte contre lui.
Le 22 mars, première réunion des notables à l’hôtel de ville afin d’élire les délégués pour l’élection des députés de la sénéchaussée. Réunion houleuse où rien n’est acté.
Le 23 mars, nouvelle réunion des notables à laquelle Antonelle participe ; contrairement à Mirabeau, il n’a pas cherché dès cette époque les suffrages du Tiers État.
Le 24 mars, assemblée des corporations à l’hôtel de ville ; la séance est troublée par plusieurs incidents (artisans dans le vestibule du rez-de chaussée, portefaix sur la place du Marché).
Le 26 mars, nomination des députés chargés de rédiger  les cahiers de doléances  (Blain et Lombard, avocats, Boyer et Brets, médecins, Féraud et Estrangin, procureurs, et Gibert et Bertrand, notaires).
Le 27 mars 1789, le projet de cahier de doléance est présenté et approuvé . Grande excitation en ville. Des placards sont affichés pendant la nuit, disant que 1,200 personnes sont prêtes à s'insurger, si l'on ne diminue pas les prix du pain et de la viande,.
Le 28 mars, craignant de voir cette menace se réaliser, les consuls  se réunissent avec les chefs de famille, l’archevêque, le clergé, les notables et les délégués des corporations ; il est décidé d’ouvrir une souscription réservée aux plus riches afin de soulager les pauvres.
Juin
Le 14 juin 1789, manifestation de journaliers réprimée.
Juillet
Le 30 juillet 1789, grand émoi dans la ville d'Arles sur le bruit qu'une troupe de brigands pillait les villages voisins. Tout le monde s'armait en prévision d'une attaque. Cette fausse alerte dura plusieurs jours.
Août
Le 4 août, les Arlésiens déposent leurs consuls et un nouveau conseil est formé, composé de représentants de la noblesse, du clergé, de la bourgeoisie et de diverses corporations.
- 1790

Janvier
Le 1er, des artisans ainsi que des nobles et officiers municipaux fondent la Société des amis de la Constitution, dont Pierre-Antoine Antonelle devient président.
Le 4 janvier, division du royaume en 83 départements; Arles fait alors partie d'un département des Bouches-du-Rhône plus étendu que de nos jours (son territoire comprenait la partie située au nord de la Durance, aujourd'hui dans le Vaucluse, avec  notamment les villes Orange et Apt).
Février
Le 13 février, suppression des ordres monastiques.
Le 15 février, élection du maire Pierre-Antoine Antonelle, d’origine aristocratique et chef mythique des Monnaidiers (partisans de la Révolution) grâce aux voix des artisans et des marins. Farouchement anti-clérical, il s’oppose dans la cité à l’archevêque Monseigneur du Lau et aux partisans royalistes, les Chiffonistes.
Le 28 février, installation de M. d'Antonelle à la mairie d'Arles.
Création de la commune de Fontvieille par déduction du territoire arlésien.
Mars
Le 4 mars, création du département des Bouches-du-Rhône avec 6 districts (Tarascon, Apt, Aix, Marseille, Salon, Arles), 50 cantons et Aix-en-provence comme chef-lieu (Marseille ne deviendra chef-lieu du département qu'en 1800).
Le 17 mars, décret pour la vente des biens nationaux jusqu'à concurrence de 400 millions.
Juin
Le 19 mars, suppression de tous les titres de noblesse.
Juillet
Le 12 juillet, constitution civile du clergé.
Le 13 juillet, tout le clergé d'Arles, séculier et régulier, soit environ 100 personnes s'assemble dans la maison de l'Oratoire pour présenter une adresse à l'Assemblée nationale. Le projet d'adhésion à tous les décrets de l'Assemblée nationale  est retenu.
Le 14 juillet, première fête patriotique qui se tient sur la place de la République; tous les prêtres constitutionnels prêtent serment ce jour-là.
Novembre
Les 11 et 12, après les pluies diluviennes de l'automne, crue du Rhône et inondation de la majeure partie du territoire arlésien; les 11 novembre 1529, 1544, 1790, « Rhônes de Saint-Martin ». Mémorables inondations.
Le 17 novembre, l'archevêque d'Arles Jean Marie du Lau, alors prisonnier à Paris, adresse un exemplaire de l'« Exposition des principes sur la Constitution du Clergé par les évêques députés à l'Assemblée nationale » au chapitre métropolitain d'Arles et à tous les curés de son diocèse.
Le 27 novembre, décret relatif à la prestation de serment de tout ecclésiastique fonctionnaire public.
À la fin novembre, la Chiffone se dote dote d'un programme : les Commandements du vrai français qui exigent la soumission au roi et le retour des formes traditionnelles de la religion.
Décembre
Le 23 décembre, le maire Pierre-Antoine Antonelle, assisté d'un ancien procureur royal devenu officier municipal, Ripert, met le décret  du 12 juillet en exécution  en expulsant de Saint-Trophime les chanoines récalcitrants.
Le 23 décembre, le Chapitre métropolitain est dissous et expulsé de l'église Saint-Trophime, en exécution du décret rendu par l'Assemblée nationale le 12 juillet précédent.
- 1790-1791 : construction du Cercle de la Rotonde par un club de nobles et bourgeois arlésiens.
- 1791

Mars
Le 25 mars, en réaction aux mouvements d'opposition d'une partie du clergé conduit notamment par Joseph François Meissonnier prieur de Saint-Laurent, l'abbé Constant curé de Saint-Julien, le chanoine Gay vicaire de la Major, ... , la municipalité fait afficher un avis de conférences hebdomadaires dans l'église des Trinitaires pour combattre les idées des prêtres inconstitutionnels.
Avril
Le 2 avril, le maire Antonelle et ses officiers municipaux divisent la ville et son territoire en sections.
Le 4 avril l'archevêque d'Arles, Jean-Marie du Lau, adresse une lettre circulaire d'encouragement et de soutien à tous les curés de son diocèse ayant refusé de prêter serment.
mi-avril, Antonelle se rend à Avignon soutenir les patriotes; il  restera ainsi sept semaines hors d'Arles.
Mai
Le 18 mai, première rétractation de serment ; elle émane de Jean André Estrivier, curé de l'église Saint-Martin du Méjean.
Nombreuses exactions, expéditions punitives et assassinats menés à la fois par la Chiffone et les Monnaidiers.
Juin
Le 4 juin 1791, l'évêque métropolitain des Côtes de la Méditerranée (M. Benoit Roux, d'Eyragues) fait son entrée - peu solennelle - dans la ville d'Arles, où il a beaucoup de peine à se faire reconnaître. La majorité de la population lui témoigne de l'hostilité, le clergé « réfractaire » fait le vide autour de lui. Pendant son court séjour à Arles, l'évêque constitutionnel procède à une ordination de nouveaux prêtres.
Le 6 juin 1791, de leur autorité privée les Monnaidiers chassent des prêtres insermentés réfugiés dans la ville.
Le 9 juin, prise du pouvoir urbain par la Chiffone ; ils renomment le club « Société des amis de la Constitution » en « Société des amis de la paix et de la tranquillité ».
Le 9, retour dans la cite du maire Antonelle.
Juillet
Le 14 juillet, les Monnaidiers mettent à sac le caffé suisse (appelé ainsi parce que ses fondateurs les frères Thomas et Jean-Paul Manella étaient d'origine suisse), premier café ouvert à Arles et lieu de réunion des Chiffonistes. Les meneurs sont arrêtés.
Le 17 juillet, Antonelle démissionne du club.
Le 27 juillet il démissionne de sa fonction de maire.
Septembre
Le 13 septembre 1791, le chiffoniste Pierre-Jean-Baptiste de Loys de la Chassagne-Robolly, dit Cassais, ancien gendarme du roi, avocat et docteur en médecine, est nommé maire d'Arles.
Novembre
Les élections donnent la victoire à la Chiffone (parti royaliste) emmenée par le nouveau maire Pierre Antoine Loys. Les monnaidiers pourchassés quittent la ville pour se cacher en Camargue et les vainqueurs transforment la ville en camp retranché royaliste.
Le Rhône rompt le pont entre Arles et Trinquetaille; les Monnaidiers revenus au pouvoir au printemps 1792 reprocheront au parti chiffoniste en place en novembre 1791 d’avoir délibérément laissé rompre ce pont à des fins strictement politiques, faisant d’Arles un véritable camp retranché.
Décembre
Le 24 décembre 1791, soulèvement d'une partie de la population contre un détachement du 28e régiment d'infanterie (ci-devant régiment du Maine) accusé d'être « infecté de principes démagogiques ».
- 1792

Mars
Au mois de mars, dans la lutte contre la cherté des subsistances et les nobles, la Basse Provence donne l’exemple ; de Lambesc au pays d’Arles, les châteaux brûlent ou sont pillés (Châteaurenard, Graveson, Maillane, Les Baux).
Le 21, Arles est déclarée en état de rébellion contre la République. Une armée de Marseillais se met alors en route et entre le 27 mars dans une ville désertée durant la nuit par les chiffonistes.
Le 22, départ de gardes nationaux marseillais vers Arles où ils entrent le 29 mars
Avril
Fondation du nouveau club des Jacobins.
Mai
Le 27 mai, l'Assemblée nationale prononce la déportation obligatoire des prêtres insermentés. A Arles, ce fut le prélude à un exode massif du clergé principalement en Italie.
Eté 
Départ d'un grand nombre de religieux après la prise d'Arles par les Marseillais et la répression qui suit. Laurent Bonnemant quitte la ville à la fin de juillet.
Le 26 août, loi définitive de déportation des prêtres insermentés.
Septembre
Le 23, une troupe de gardes nationaux d’Arles requis par l’assemblée électorale des Bouches-du-Rhône se heurte à la résistance armée d’une coalition de communes, autour d’Eyguières, soutenues par Salon. C’est un affrontement sanglant où les Arlésiens sont mis en déroute. Arles qui se proclame patriote dénonce Salon comme foyer de contre-révolutionnaires.
Décembre
Le 17 décembre 1792, M. Brun André (oncle) est nommé maire d'Arles.
- 1793

Janvier
Triomphe des Jacobins dans la cité d’Arles, à l’instar des autres villes provençales.
Portalis, dans un mémoire énergique, s’efforce de faire relever la ville d’Arles du régime d’oppression et de terreur que le gouvernement conventionnel lui avait infligé.
Février
Le 1er février, le clergé constitutionnel et les autorités municipales chantent un Te deum dans l'église Saint-Trophime en réjouissance de l'exécution du Louis XVI.
Juin
Profitant de l'insurrection fédéraliste, la Chiffone reprend la ville; les nouveaux édiles se groupent autour de Siffren Boulevard.
Juillet
Le 14, trois cents Toulonnais débarquent à Arles par le Rhône pour rompre avec l'aide des monnaidiers arlésiens (républicains) la résistance chiffoniste (royaliste). Au cours des combats, il y a sept morts et une trentaine de blessés.
Du 14 au 19, les sections fédéralistes s’imposent dans la ville d’Arles et dans toutes les Bouches-du-Rhône.
L’armée conventionnelle du général Carteaux, partie de Valence le 8 juillet est aux portes d’Arles à la fin juillet, de Saint-Remy à Pertuis.
Septembre
Le 17 septembre 1713. — Louis d'Aube de Roquemartine, évêque de Saint-Paul-Trois-Châteaux, mourut à Arles, sa ville natale, à l'âge de 83 ans. Il fut enseveli à Sainte Anne.
Le 22 septembre, un comité de sécurité générale est improvisé. La ville dresse une liste de 155 Chiffonistes décrétés hors la loi.
Le 28 septembre, 72 personnes sont transférées à Marseille pour y être jugées par le tribunal révolutionnaire.
Octobre
Le 20, après l'écrasement des Fédéralistes, Siffren Boulouvard est condamné à mort et guillotiné en bas de la Canebière (Marseille) avec un autre administrateur provisoire d’Arles, le maître-verrier Grignard de la Haye.
Novembre
Le 3, édification sur la place du Forum appelée alors Place des Portefaix ou place Marat, d'un autel dédié au député de la convention, devenu par son assassinat l'objet d'un véritable culte; cet autel sera détruit le 1er mars 1794.
- 1794

Les Monnaidiers célèbre la fête de la Montagne sur les décombres du Waux-Hall détruit peu auparavant.
Le 5 mars, affectation de l'église métropolitaine au culte de la déesse Raison.
Le 15 juillet 1794 (27 messidor an 11), un arrêté du représentant du peuple Maignet met en état d'arrestation et fait transférer à Orange une partie des membres de la Municipalité, du District et du Comité de surveillance.
En automne, première épuration des administrateurs municipaux monnaidiers.
- 1795

Février -
Le 7, l'administration du département des Bouches-du-Rhône retourne de Marseille à Aix.
Le 15, (ou le 23), le club est fermé et le comité de surveillance dissout. La municipalité tombe aux mains des chiffonistes et les monnaidiers, à leur tour, sont proscrits ;
Début de la Terreur blanche avec ses bandes en Provence de Compagnons du Soleil : le 10 mai (21 floréal an III), massacre de jacobins emprisonnés à Aix par une bande de sabreurs marseillais et en juin, nouveau massacre de jacobins emprisonnés dans la tour de Tarascon.
Mars
le 1er, deux détachements de hussards et de chasseurs débaptisent les places Marat et de la Montagne qui redeviennent celles des Portefaix et du Marché).
Avril
Le 19, Chambon poursuit l'épuration des administrateurs municipaux; seuls les chiffonistes sont représentés.
Le 21, par un arrêté, Chambon supprime tous les vestiges de la Terreur : aplanissement de la montagne construite à l'emplacement du Wauxall, effacement des inscriptions républicaines...
Mai
Dans la nuit du 23 au 24, les honnêtes citoyens, armés par la municipalité procèdent à l'arrestation de 400 monnaidiers.
Juillet

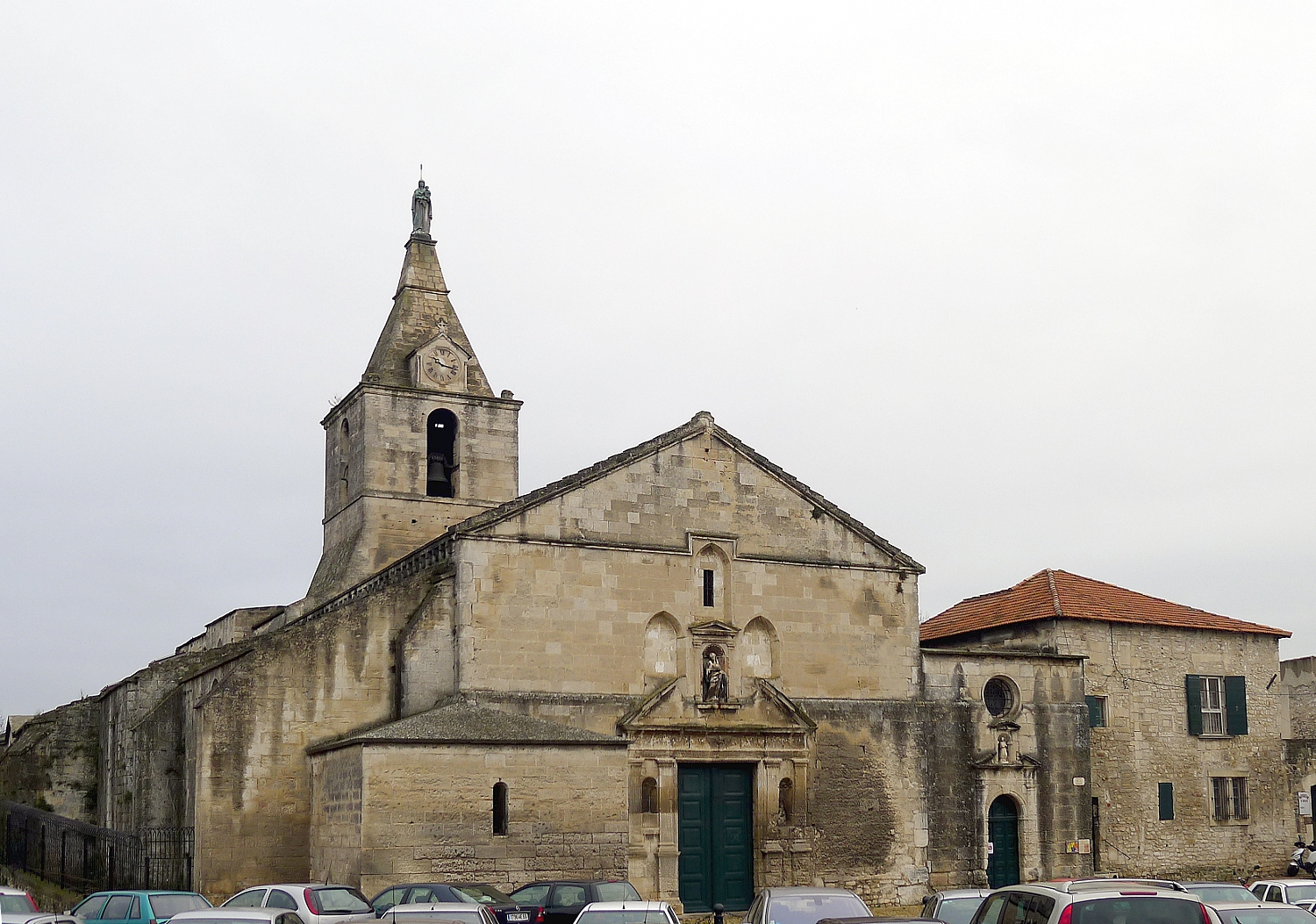
Église de la Major.

Le 3, l'église Notre-Dame-de-la-Major est rouverte au culte.
Août
À partir du 15, cérémonies de rétraction des serments civiques lors des messes.
Septembre
Le 9 septembre 1795 (23 fructidor an III), Pierre Pomme père, ancien médecin consultant du roi Louis XVI, est nommé maire d'Arles.
Le 12 septembre 1795 (26 fructidor an III), M. Louis Bret aîné, médecin, est nommé maire d'Arles.
Octobre
Le 5 (13 vendémiaire an IV), à Paris, échec du coup d'État royaliste; l'armée, avec le jeune général Bonaparte, écrase sans peine cette insurrection mal préparée
Décembre
Troubles de Nivose an IV (25-26 décembre 1795) : échauffourées entre Monnaidiers et Chiffonistes avec des morts de chaque côté.
- 1796

Mai : à Paris, découverte de la conjuration des Égaux.
Le 17 juillet, le grenier à sel, qui servait à la gabelle abolie en 1790, est vendu aux enchères.
- 1797 : le 14 janvier, émeute à Arles (25 nivôse an V)
- 1800 : le 6 janvier 1800, débâcle sur le Rhône[50].